# Donington le Heath
Donington le Heath – wieś w Anglii, w hrabstwie Leicestershire, w dystrykcie North West Leicestershire. Leży 19 km na północny zachód od miasta Leicester i 159 km na północny zachód od Londynu.